# Wolfgang Wiltschko

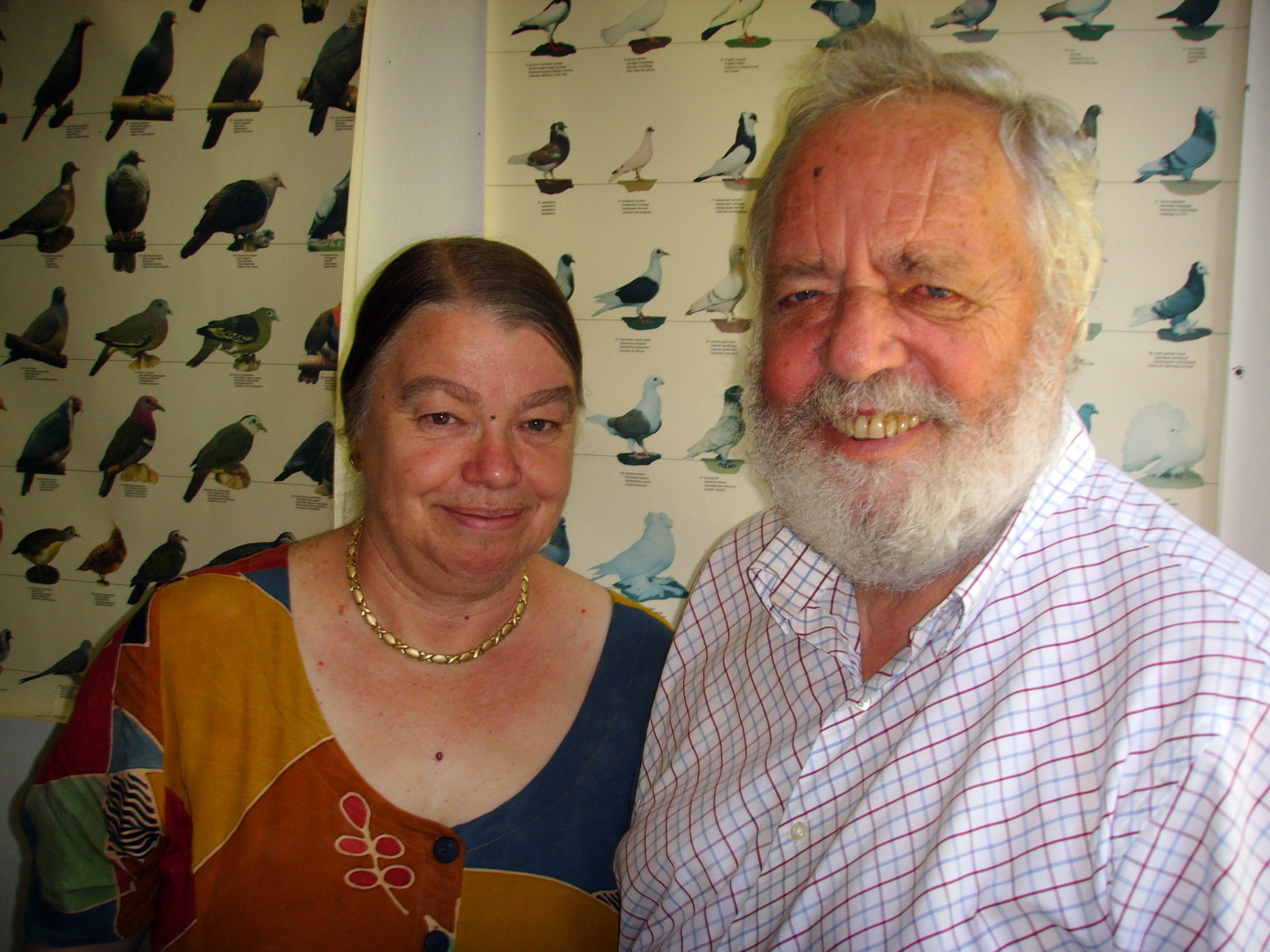
Roswitha Wiltschko und Wolfgang Wiltschko, Juni 2008

Wolfgang Wiltschko (* 21. August 1938 in Kienberg, Böhmerwald) ist ein deutscher Zoologe und Verhaltensforscher speziell auf dem Gebiet der Ornithologie. Er entwickelte Anfang der 1960er Jahre an der Johann Wolfgang Goethe-Universität in Frankfurt am Main eine Apparatur, mit deren Hilfe Tiere einem statischen, hinsichtlich der Nord-Süd-Ausrichtung aber veränderlichen, künstlichen Magnetfeld ausgesetzt werden können. So gelang ihm als erstem Forscher der experimentelle Nachweis, dass sich Vögel am Erdmagnetfeld orientieren können, also über einen Magnetsinn (Magnetkompass) verfügen. Er gilt daher als „einer der Pioniere auf dem Gebiet der Orientierung von Vögeln“. Wiltschko erforscht seit einigen Jahren auch die physiologische und neurobiologische Basis des Magnetsinns bei Vögeln.

## Werdegang
Von 1959 bis 1967 studierte Wolfgang Wiltschko Zoologie, Botanik und Chemie an der Johann-Wolfgang-Goethe-Universität in Frankfurt am Main. 1967 wurde er in Frankfurt promoviert, und zwar aufgrund seiner experimentellen Doktorarbeit Über den Einfluss statischer Magnetfelder auf die Zugorientierung der Rotkehlchen (Erithacus rubecula) bei Friedrich Wilhelm Merkel. Von 1967 bis 1973 war Witschko als Wissenschaftlicher Assistent am Zoologischen Institut der Universität Frankfurt am Main tätig. 1972 folgte die Habilitation im Fachbereich Biologie der Frankfurter Goethe-Universität über Kompasssysteme in der Orientierung der Zugvögel.
1974 ging Wolfgang Wiltschko als Research Fellow zu William T. Keeton an die Cornell University in Ithaca. Im Anschluss daran kehrte er nach Frankfurt am Main zurück und war von
1975 bis zu seiner Pensionierung im Jahr 2003 Professor für Zoologie an der Goethe-Universität. Auch nach seiner Pensionierung setzt er seine Forschungsarbeit in Frankfurt und im Ausland fort, hält Vorlesungen und führt Exkursionen durch. Zu seinem 70. Geburtstag wurde er im Feuilleton der Frankfurter Allgemeinen Zeitung treffend als „ein biologisches Urgestein der ganz seltenen Art“ gewürdigt.

## Forschungsschwerpunkte

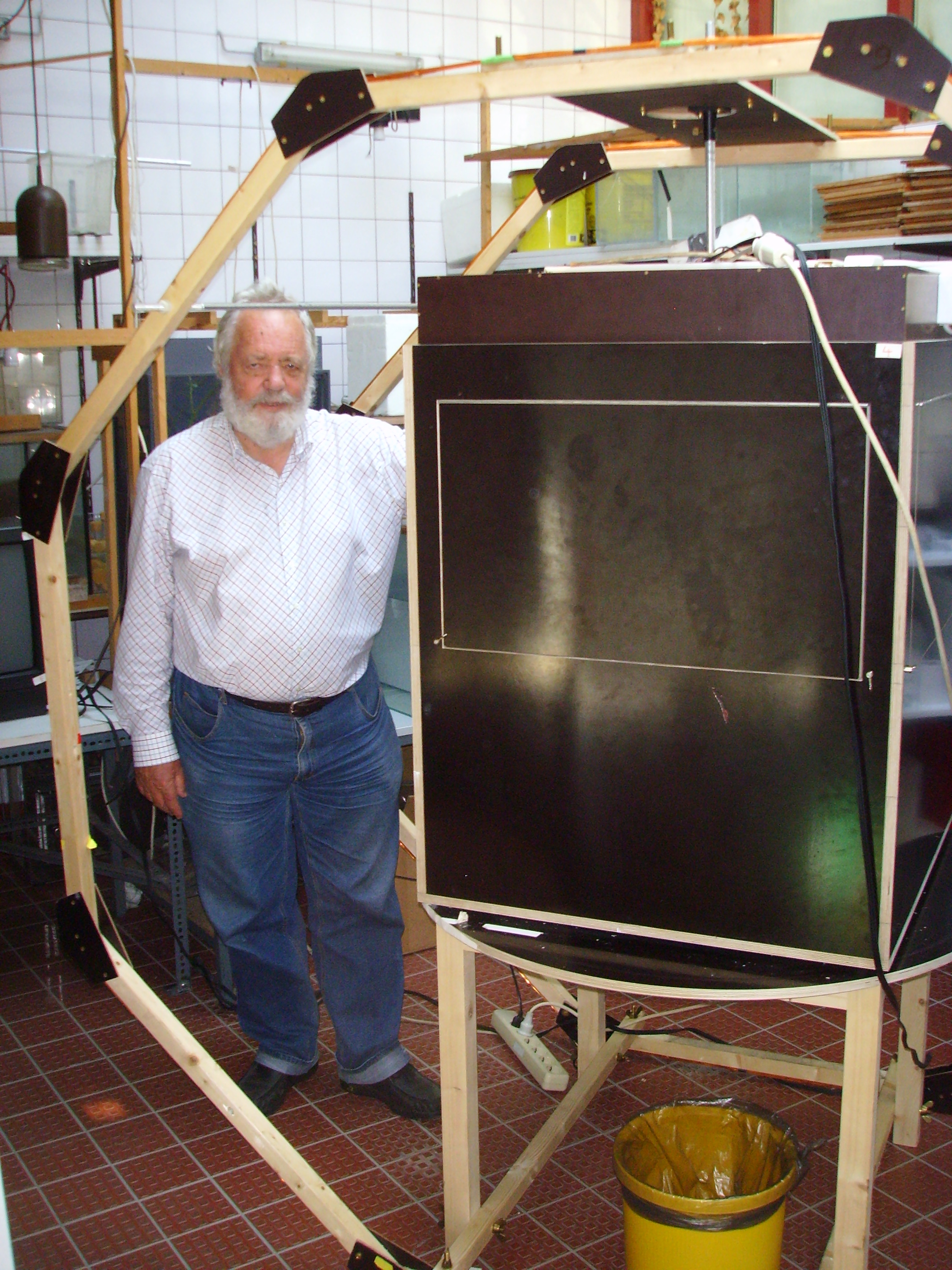
Wolfgang Wiltschko neben einer Versuchsanordnung zum Nachweis des Magnetsinnes bei Küken: Entlang der im Vordergrund erkennbaren, achteckig angeordneten Holzleisten verläuft das Kabel, mit dessen Hilfe ein Magnetfeld erzeugt wird; rechts der auf einem Drehteller gelagerte, schwarz verkleidete Aufenthaltsraum für die Testtiere.

1965–1972: Wolfgang Wiltschko gelang der erste Nachweis des Magnetsinnes – bei Rotkehlchen – und anschließend bei weiteren Zugvogelarten. Seit 1972 arbeitete er bei allen Forschungsprojekten eng mit seiner Frau Roswitha Wiltschko zusammen. Anfangs wurden seine Befunde mit Skepsis aufgenommen, da sie sich andernorts aufgrund subtiler technischer Probleme beim Abschirmen des Erdmagnetfelds und beim Aufbau eines künstlichen Magnetfelds zunächst nicht reproduzieren ließen; erst 1972, als ihre Ergebnisse von der Fachzeitschrift Science zur Veröffentlichung angenommen worden waren, wurden sie auch international bekannt und anerkannt.
1971–1973: In fünf jeweils dreimonatigen Forschungsaufenthalten in Spanien gingen Wiltschko & Wiltschko der Frage nach, wie Magnetsinn und astronomische Navigation (tags Sonnenstand und nachts Navigationssterne) im Freiland zusammenwirken; speziell ging es um die Frage: Wie erkennen aus Deutschland kommende Zugvögel, dass sie in Höhe von Gibraltar nach Süden (Richtung Afrika) „abbiegen“ müssen?
1972–1978: Gemeinsam mit Eberhard Gwinner arbeitete Wiltschko an der Untersuchung von Fragen zum angeborenen Zugprogramm. Während seines Aufenthaltes an der Cornell University (1974) erbrachte Wiltschko in Zusammenarbeit mit S. T. Emlen den Nachweis des Magnetsinn beim Indigofink. In Zusammenarbeit mit W. T. Keeton entstanden erste Experimente an Tauben zur Rolle des Magnetkompass' beim Heimfindevermögen und beim Erlernen des Sonnenkompass'. Zwischen 1975 und 1978 wurden die in den USA begonnenen Experimente mit Tauben in Deutschland fortgesetzt.
1979–1995: Die von Wiltschko in Frankfurt begründete Arbeitsgruppe Physiologie und Ökologie des Verhaltens wurde Mitglied im Sonderforschungsbereich 45 der Deutschen Forschungsgemeinschaft (DFG) „Vergleichende Neurobiologie des Verhaltens“. Die hierdurch verbesserte finanzielle Ausstattung der Arbeitsgruppe ermöglichte weitere Experimente zum Navigationssystem der Brieftauben, zur Rolle des Magnetkompass' bei der Erstellung der Navigationskarte, zum Einfluss von Ortserfahrung auf das Heimfindevermögen sowie eine Analyse der Rolle von Infraschall und von olfaktorischen Informationen. In Zusammenarbeit mit Peter Berthold von der Vogelwarte Radolfzell entstanden Studien zur Vererbung der Zugrichtung und gemeinsam mit V. Liepa (Lettische Akademie der Wissenschaften) zur Rolle magnetischer Faktoren und Himmelsfaktoren bei der Ausbildung der Zugrichtung. Zugleich wurde das Themenspektrum der Arbeitsgruppe um verhaltensphysiologische Untersuchungen bei Hausmäusen und Wanderratten erweitert u. a. zur „Händigkeit“ von Ratten und Mäusen sowie zu deren Lernvermögen im Labyrinth und zur Vererbbarkeit des Eintrageverhaltens bei Hausmäusen.
1997 und 1998 folgten zwei dreimonatige Forschungsaufenthalte in Neuseeland bei M. Walker (University of Auckland), in denen Wiltschko und sein Gastgeber ein Projekt zur Genauigkeit des Sonnenkompass' durchführten.
Seit 1995 beschäftigt sich Wolfgang Wiltschko mit dem Schwerpunktthema „Magnetfeldwahrnehmung“, seit 2001 unter anderem in Zusammenarbeit mit Onur Güntürkün (Ruhr-Universität Bochum), mit Günther Fleissner (Universität Frankfurt am Main), Nikolai Petersen (Geophysikalisches Institut der Universität München) und Thorsten Ritz (University of California, Irvine) zur Untersuchung von Strukturen, die als Ort der Magnetfeldwahrnehmung diskutiert werden.

## Auszeichnungen
- Erwin-Stresemann-Preis der Deutschen Ornithologen-Gesellschaft (1977)
- Elliott Coues Award und Ehrenmitgliedschaft der American Ornithologists’ Union (1994)
- Ehrenmitgliedschaft (Honorary Fellow) des britischen Royal Institute of Navigation (2009, gemeinsam mit Roswitha Wiltschko)[4]
- Sudetendeutscher Kulturpreis (2009)
- Ehrenpromotion durch die Fakultät für Biologie der Universität Bielefeld (2011)[1]

## Schriften (Auswahl)

### Auf Deutsch erschienene Übersichtsartikel
- R. Wiltschko, W. Wiltschko: Das Orientierungssystem der Vögel. I. Kompaßsysteme. In: Journal für Ornithologie. Band 140, 1999, S. 1–41, doi:10.1007/BF02462086.
- R. Wiltschko, W. Wiltschko: Das Orientierungssystem der Vögel. II. Heimfinden und Navigation. In: Journal für Ornithologie. Band 140, 1999, S. 129–164, doi:10.1007/BF01653595.
- R. Wiltschko, W. Wiltschko: Das Orientierungssystem der Vögel. III. Zugorientierung. In: Journal für Ornithologie. Band 140, 1999, S. 273–308, doi:10.1007/BF01651026.
- R. Wiltschko, W. Wiltschko: Das Orientierungssystem der Vögel. IV. Evolution. In: Journal für Ornithologie. Band 140, 1999, S. 393–417, doi:10.1007/BF01650985.

### Auf Englisch erschienene Übersichtsartikel
- W. Wiltschko, R. Wiltschko: Magnetic compass orientation in birds and its physiological basis. Review-Artikel in: Naturwissenschaften. Band 89, 2002, S. 445–452, doi:10.1007/s00114-002-0356-5.
- R. Wiltschko, W. Wiltschko: Avian navigation: from historical to modern concepts. In: Animal Behaviour. Band 65, Nr. 2, 2003, S. 257–272, doi:10.1006/anbe.2003.2054.

### Originalarbeiten
- W. Wiltschko: Über den Einfluss statischer Magnetfelder auf die Zugorientierung der Rotkehlchen (Erithacus rubecula). In: Zeitschrift für Tierpsychologie. Band 25, 1968, S. 536–558, doi:10.1111/j.1439-0310.1968.tb00028.x.
- W. Wiltschko, R. Wiltschko: The magnetic compass of European Robins. In: Science. Band 176, 1972, S. 62–64, doi:10.1126/science.176.4030.62.
- S. T. Emlen, W. Wiltschko, N. J. Demong, R. Wiltschko, S. Bergman: Magnetic direction findings: evidence for its use in migratory Indigo Bunting. In: Science. Band 193, 1976, S. 505–508, doi:10.1126/science.193.4252.505.
- W. Wiltschko, R. Wiltschko: Disorientation of inexperienced young pigeons after transportation in total darkness. In: Nature. Band 291, 1981, S. 433–435, doi:10.1038/291433a0.
- R. Wiltschko, D. Nohr, W. Wiltschko: Pigeons with a deficient sun compass use the magnetic compass. In: Science. Band 214, 1981, S. 343–345, doi:10.1126/science.7280697.
- H. Prior, R. Wiltschko, K. Stapput, O. Güntürkün, W. Wiltschko: Visual lateralization and homing in pigeons. In: Behav. Brain Research. Band 154, 2004, S. 301–310, doi:10.1016/j.bbr.2004.02.018.
- T. Ritz, P. Thalau, J. Phillips, R. Wiltschko, W. Wiltschko: Resonance effects indicate a radical pair mechanism for avian magnetic compass. In: Nature. Band 429, 2004, S. 177–180, doi:10.1038/nature02534.
- W. Wiltschko, M. Gesson, K. Stapput, R. Wiltschko: Light-dependent magnetoreception birds: interaction of at least two different receptors. In: Naturwissenschaften. Band 91, 2004, S. 130–134.
- R. Wiltschko, W. Wiltschko: Avian magnetic compass: Its functional properties and physical basis. In: Current Zoology. Band 56, Nr. 3, 2010, S. 265–276, Volltext (PDF) (Memento vom 7. Mai 2015 im Internet Archive).
- T. Ritz, M. Ahmad, H. Mouritsen, R. Wiltschko, W. Wiltschko: Photoreceptor-based magnetoreception: optimal design of receptor molecules, cells, and neuronal processing. In: Journal of the Royal Society Interface. Band 7, 2010, S. 135–146, doi:10.1098/rsif.2009.0456.focus, Volltext (PDF).
- R. Wiltschko, I. Schiffner, P. Fuhrmann, W. Wiltschko: The Role of the Magnetite-Based Receptors in the Beak in Pigeon Homing. In: Current Biology. Band 20, 2012, S. 1534–1538, doi:10.1016/j.cub.2010.06.073.
- C. Nießner, S. Denzau, J. Gross, L. Peichl, H.-J. Bischof, G. Fleissner, W. Wiltschko, R. Wiltschko: Avian Ultraviolet/Violet Cones Identified as Probable Magnetoreceptors. In: PLOS ONE. Band 6, Nr. 5, 2011: e20091, doi:10.1371/journal.pone.0020091.
- R. Wiltschko, W. Wiltschko: The magnetite-based receptors in the beak of birds and their role in avian navigation. In: Journal of Comparative Physiology A. Band 199, Nr. 2, 2013, S. 89–98, doi:10.1007/s00359-012-0769-3.

### Buchveröffentlichungen
- Roswitha Wiltschko, Wolfgang Wiltschko: Magnetic Orientation in Animals. Springer Verlag, Heidelberg 1998, ISBN 3-540-59257-1.
- Wolfgang Wiltschko: Magnetic Orientation. In: Josef Dudel, Randolf Menzel, Robert F. Schmidt: Neurowissenschaft. Vom Molekül zur Kognition. Springer, Berlin 2001, ISBN 3-540-41335-9.

## Belege
1. 1 2  uni-bielefeld.de (Memento vom 14. Mai 2014 im Internet Archive), Dump vom 29. November 2011: „Ehrenpromotion Prof. Dr. Wolfgang Wiltschko“
2. ↑  Reinhard Wandtner: Kompass im Auge. Zum Siebzigsten des Vogelkundlers Wolfgang Wiltschko. In: Frankfurter Allgemeine Zeitung. Nr. 195, 21. August 2008, S. 45.
3. ↑  Friedrich Wilhelm Merkel, Wolfgang Wiltschko: Magnetismus und Richtungsfinden zugunruhiger Rotkehlchen. In: Vogelwarte. Band 23, 1965, S. 71–77.
4. ↑  Pioniere der Orientierungsforschung. Biowissenschaftler Roswitha und Wolfgang Wiltschko zu Ehrenmitgliedern des Royal Institute of Navigation ernannt. Auf: idw.de vom 30. Juli 2009.

| Personendaten    | Personendaten                            |
| ---------------- | ---------------------------------------- |
| NAME             | Wiltschko, Wolfgang                      |
| KURZBESCHREIBUNG | deutscher Zoologe und Verhaltensforscher |
| GEBURTSDATUM     | 21. August 1938                          |
| GEBURTSORT       | Kienberg, Böhmerwald                     |